# Burj Al Arab
O Burj Al Arab (em Árabe برج العرب, literalmente Torre das Arábias) é um luxuoso hotel edificado em Dubai, Emirados Árabes Unidos (EAU). O Burj Al Arab é operado pelo Jumeirah Group e foi construído por Said Khalil. Com 231 metros, ele foi projetado por Tom Wright da WS Atkins PLC para ser o maior arranha-céu do mundo, passando a Torre Eiffel. Entretanto, o prédio acabou perdendo o título para outros, como a torre da Sears Willis Tower e o Burj Khalifa, que é atualmente o maior do mundo. O Burj Al Arabe já foi a mais alta estrutura exclusivamente usada como hotel.
No entanto, a Rose Tower, também em Dubai, já superou a altura do Burj Al Arab, ganhando o título após a sua abertura, em abril de 2008. O Burj Al Arab foi construído sobre uma ilha artificial de 280 metros (919 ft) fora da praia de Jumeirah, conectada à ilha principal por uma ponte curva particular. É um ícone, criado para simbolizar a transformação urbana em Dubai e para imitar a vela de um barco.

## Construção
A construção do Burj Al Arab tem início em 1994. Localizado no Golfo pérsico, ele foi construído sobre uma ilha artificial de vidro , que levou dois anos para sua formação contendo estrutura de concreto e três níveis no subsolo. Ele foi construído para assemelhar-se com a vela de um dhow, um tipo de barco Árabe. Duas colunas partindo do chão até o topo originaram um "V" formando um imenso "mastro", enquanto que o espaço entre elas foi erguido os andares. O arquiteto Tom Wright disse: "O cliente queria um edifício que se tornasse um ícone ou simbólo declarado de Dubai, que seja espantosamente lindo e semelhante a Ópera de Sydney, ou como a parisiense Torre Eiffel. Ele precisava de ser um edifício que iria tornar-se sinónimo do Nome daquele país".
O arquiteto e consultor de engenharia para o projeto foi Atkins, a maior consultoria multidisciplinar do Reino Unido. O hotel foi construído pelo grupo Sul-Africano de construção Murray & Roberts. A construção do hotel custou $ 650 milhões.
Suas acomodações mais simples possuem aproximadamente 52 m², contendo jacuzzi e sala de estar. Possui suites de dois andares com escadas de mármore, além de duas suítes reais localizadas no 25º andar, com cinema e elevador privativos. O hotel é decorado em ouro dentro e fora dos quartos, além do átrio de entrada.